# 北19線
北19線 石門－尖山湖，是位於新北市的一條鄉道，北起新北市石門區石門里中山路、中央路路口，南至新北市石門區山溪里尖山湖步道入口，全長6.449公里，有一條支線。

## 路線說明
新北市
- 石門區：燈台口（起點，台2線岔路）→ 中山路 → 石崩山路 → 九芎林（北19-1線岔路）→ 尖山湖（終點，尖山湖步道入口）

### 早期路線
本段落敘述1961年－1968年間的北19線路線（榮民醫院－士林）：
臺北縣
- 北投鎮（陽明山管理局管轄）：榮民醫院（起點，北18線岔路）→ 天母西路 → 中山北路 →

中山北路六段35巷 → 福國路15巷 → 雙溪街 → 士林（終點，台2線岔路）

## 歷史沿革
| 北19線歷史沿革 | 北19線歷史沿革                                 | 北19線歷史沿革        |
| 年代           | 本編號沿革                                     | 本路線沿革            |
| -------------- | ---------------------------------------------- | --------------------- |
| 1961年         | 榮民醫院－士林3.284km                          | 非公路系統            |
| 1968年         | 台北市合併陽明山管理局升格，原線解編成為空號。 | 非公路系統            |
| 1976年         | 台北市合併陽明山管理局升格，原線解編成為空號。 | 編為北15線（6.245km） |
| 1983年         | 原北15線改編為北19線                           | 原北15線改編為北19線  |

## 交會公路
- 台2線
- 北19-1線

## 支線
北19-1線 崩山口－九芎林，是位於新北市的一條鄉道，北起新北市石門區崩山口，南至新北市石門區九芎林，全長3.636公里。為北19線的支線。本編號與路線均於1983年新編。

### 路線說明
新北市
- 石門區：崩山口（起點，台2線岔路） → 老崩山路 → 九芎林（終點，北19線岔路）

## 交會公路
- 台2線
- 北19線